# 哈伊萨姆·马利赫
哈伊塔姆·馬利赫 （阿拉伯語：هيثم المالح，1930年8月15日—，是一名敘利亞維權人士和前法官。巴沙爾·阿薩德領導下的敘利亞政府的反對者和批評家，他因要求敘利亞政府進行憲法改革而被一度被當局囚禁，是敘利亞內戰中的重要反對派人物。

## 背景
馬利赫擁有法律學位和國際法文憑。1951年，他在20歲時因向當局要求司法獨立而被關押了三個星期，那是第一次被捕。他在1958年成為法官，1963年，阿拉伯復興社會黨在敘利亞發動政變，上台執政，並且頒布《緊急狀態法》，賦予了國家安全部極大的逮捕權和監禁權，允許當地警察在不提前警告的前提下，搜查民宅，關閉劇院和公共場所，禁止抗議活動，甚至管控新聞言論自由，馬利赫因公問反對該法而被解除職務。
馬利赫最初是民主改革的倡導者，到了1970年代初，他開始直言不諱地批評敘利亞的局勢。敘利亞政府因為他的政治活動而多次下令對他作出逮捕和拘留。馬利赫在1980年至1986年期間成為政治犯，因為他公開批評敘利亞政府沒有承諾廢除《緊急狀態法》和鎮壓敘利亞穆斯林兄弟會，最終導致了1982年的哈馬大屠殺。他在被扣留期間至少絕食兩次。
2001年7月，馬利赫與一些人權活動家成立敘利亞人權協會，並被當選為該組織的主席直到2006年。他亦從1989年開始一直活躍在國際特赦組織。
馬利赫多次批評敘利亞總統巴沙爾·阿薩德侵犯人權的行為。他以敘利亞人權協會主席的身份要求解除《緊急狀態法》。2003年，他在德國議會就敘利亞人權問題發表演說，將阿薩德的統治描述為「法西斯專政」。在馬利赫回國後，當局禁止他在未來七年內離開敘利亞。
馬利赫在捍衛敘利亞人權方面付出的努力讓他獲得數個獎項，包括2006年的荷蘭格武贊人權獎，然而敘利亞政府拒絕讓他離境領獎。

### 2009年被捕
2009年10月14日馬利赫再次被捕，被捕前一天他接受了Barada TV（跟叙反对派有关系的总部位于伦敦的卫星电视台）的政论节目 Panorama 的采访。在节目中他提到了大马士革军事法庭，他被控以“传播虚假和误导性的信息”入狱三年。大赦国际认为他只是因自由发表言论而获罪于是将他列入良心犯名单，并呼吁当局立即释放他。
2011年3月8日，當局在復興黨掌權週年紀念日行使大赦，釋放國內70多歲的囚犯。截至2011年7月，估計有一萬名敘利亞政治犯被拘留。馬利赫要求敘利亞當局永久停止拘留和釋放所有政治犯，並確認每一個敘利亞公民都有發表意見的權利。他指出，政治犯是表達意見的人，不是主張暴力的人。

### 2011年以来
2011年3月8日，复兴党上台周年纪念日总统颁布了大赦令以释放所有超过70岁的犯人，80岁的他因此获释。截止2011年7月，大概估计叙利亚还有1万名政治犯仍在服刑。
他要求叙当局结束政治性逮捕、释放所有政治犯，并保障每个叙利亚公民都有自由表达权。
他目前担任叙利亚全国委员会的执行委员。

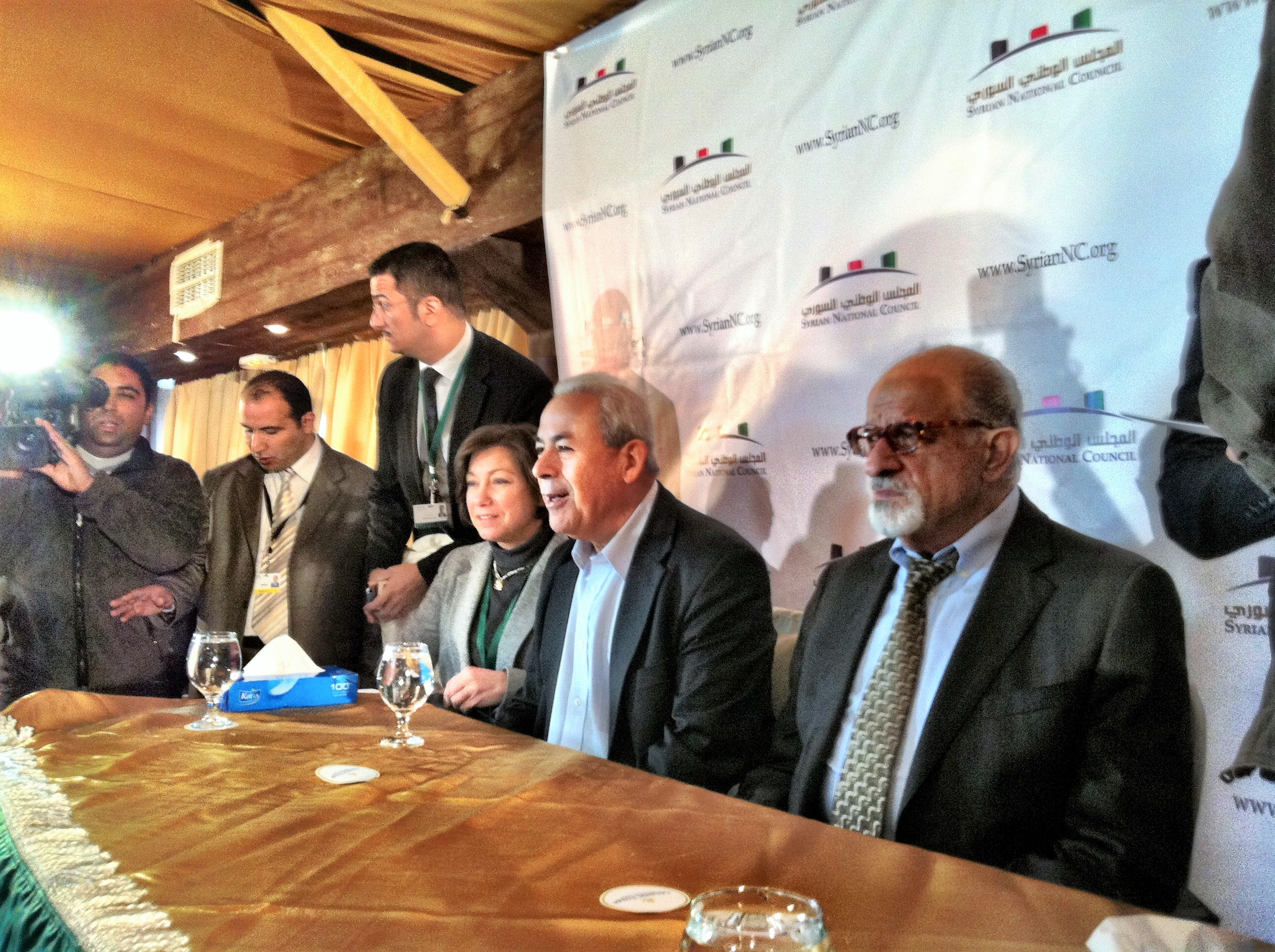
2011年12月19日，全国委员会代表大会的记者会上，最右边的为马利赫

2012年1月30日，他在接受《每日电讯报》采访时表示：叙利亚的局势证明了和平是有希望到来的，并预言“阿萨德和他的家人将在叙利亚被打死，他们的结局将是血腥的 ... 阿萨德将会像卡达菲一样被消灭”。

## 荣誉
由于他所做的捍卫叙人权的事业，为他赢得了不少人权组织颁发的荣誉，其中包括：2004年，由于他对叙利亚酷刑的研究而获得法国国家人权顾问委员会授予的“人权荣誉奖”（Human Rights Honor Award）；2006年荷兰人权奖章（Dutch Human Rights Prize），不过叙当局阻止他离开叙利亚到荷兰接受这一荣誉；2010年获得日内瓦人权捍卫者年度奖（Geneva Human Rights Defenders）。此外还有其他一些奖项与荣誉。